# Amáta
Az Amáta latin eredetű női név. Jelentése: kedves, szeretett.

## Rokon nevek
Amadil

## Gyakorisága
Az újszülötteknek adott nevek körében az 1990-es években szórványosan fordult elő. A 2000-es és a 2010-es években sem szerepelt a 100 leggyakrabban adott női név között.
A teljes népességre vonatkozóan az Amáta sem a 2000-es, sem a 2010-es években nem szerepelt a 100 leggyakrabban viselt női név között.

## Névnapok
január 5. február 20. szeptember 13.